# 6334 Robleonard
6334 Robleonard è un asteroide della fascia principale. Scoperto nel 1992, presenta un'orbita caratterizzata da un semiasse maggiore pari a 2,4082873 UA e da un'eccentricità di 0,0381021, inclinata di 3,31878° rispetto all'eclittica.